# Kuniakoro
Kuniakoro fou una antiga població de Mali a la regió de Kayes, antigament a Kaarta.
Fou una fortalesa dels tuculors i es diu que fou fundada per ordre d'al-Hadjdj Umar vers 1862 o 1863, al mateix temps que Diala i Nioro, sent obra de l'enginyer Samba Diakranak, un artesà de Saint Louis del Senegal que junt amb altres es va passar a la causa d'Umar. Las tres foren centres administratius i militars i formaven un arc defensiu contra els francesos que ja estaven progressant en aquest temps a l'alt Senegal i Níger. A Kuniakoro estava la principal guarnició tuculor i es suposa que tenia per objecte mantenir la cohesió dels diverses regnes tributaris que s'havien format a Kaarta sota dependència del sobirà de Ségou.